# Maciste contre les monstres
Pour plus de détails, voir Fiche technique et Distribution.
Maciste contre les monstres (titre original : Maciste contro i mostri) est un film italien de Guido Malatesta sorti en 1962.
Alors qu'une guerre fait rage entre les adorateurs du Soleil et ceux de la Lune, Maciste intervient et sauve la vie du chef de la tribu du soleil. Pourtant peu après, il se retrouve du côté des adorateurs de la Lune qui le chargent de kidnapper les filles de la tribu adverse...

## Synopsis
A l'ère glaciaire, une tribu nomade d'adorateurs du soleil atteint une région où elle décide de s'installer. Lorsque Idar et Rhia, un jeune couple de la tribu, rencontrent un monstre aquatique, celui-ci est tué par Maciste d'un coup de lance. Les deux jeunes gens demandent à Maciste de rejoindre leur tribu, mais ce dernier leur explique qu'il a un destin à accomplir, celui de redresser les torts, et qu'il doit partir.
Peu après, une tribu troglodyte d'adorateurs de la lune dirigée par Fuwan attaque le village et enlève les femmes des adorateurs du soleil. Maciste retourne chez les adorateurs du soleil et pénètre par une rivière dans la cité souterraine des adorateurs de la lune. Il y découvre Moah, dont le père et le frère, anciens chefs de la tribu, ont été assassinés par Fuwan, qui souhaite s'emparer de Moah. Moah explique que les adorateurs de la lune sacrifieront les femmes capturées lors de la célébration de la pleine lune cette nuit-là.
Maciste traverse un tunnel sous-marin, vainc l'hydre à trois têtes qui y vit et parvient à éliminer les gardes de l'entrée et à enlever la porte de pierre qui laisse entrer les adorateurs du soleil vengeurs. Les femmes sont libérées mais Maciste détruit leur chemin vers la surface une fois qu'elles sont parties et est capturé par les adorateurs de la lune qui l'enterrent, ainsi que Moah, à même le sol afin que les vers puissent dévorer leurs corps. Ils sont sauvés par une éruption volcanique qui les libère et tue une grande partie des adorateurs de la lune.
Pour se venger, les adorateurs de la lune concluent un pacte avec une tribu de cannibales pour attaquer les adorateurs du soleil. Les forces combinées sont vaincues par les adorateurs du soleil et Maciste. Moah rejoint Maciste dans ses futurs voyages.

## Fiche technique
- Titre original : Maciste contro i mostri
- Réalisation : Guido Malatesta
- Scénario : Arpad De Riso et Guido Malatesta
- Directeur de la photographie : Giuseppe La Torre
- Montage : Enzo Alfonzi
- Musique : Guido Robuschi et Gian Stellari
- Costumes : Mario Giorsi
- Décors : Umberta Cesarano
- Production : Giorgio Marzelli et Alfio Quattrini
- Genre : Film fantastique
- Pays :  Italie
- Durée : 82 minutes
- Date de sortie :
  -  Italie : 25 avril 1962
  -  Allemagne de l'Ouest : 14 juin 1963

## Distribution
- Reg Lewis (VF : Bernard Woringer) : Maciste
- Margaret Lee : Moah
- Luciano Marin (VF : Michel Cogoni) : Aydar (Idar en VF)
- Andrea Aureli : Rhia
- Birgit Bergen : Agmir, la blonde nue
- Nello Pazzafini (VF : Georges Hubert) : Furwan, le chef de la tribu des cavernes
- Maria Kent : Agmin
- Rocco Spataro (VF : Louis Arbessier) : Dorak (Dorok en VF)
- Ivan Pengow : Agur